# Discografia di Francesco Guccini
La discografia di Francesco Guccini parte dal 1967, con l'uscita di Folk beat n. 1, e si conclude nel 2023, con la pubblicazione dell'ultimo album, Canzoni da osteria.

## Album in studio
- 1967 – Folk beat n. 1
- 1970 – Due anni dopo
- 1970 – L'isola non trovata
- 1972 – Radici
- 1974 – Stanze di vita quotidiana
- 1976 – Via Paolo Fabbri 43
- 1978 – Amerigo
- 1981 – Metropolis
- 1983 – Guccini
- 1987 – Signora Bovary
- 1990 – Quello che non...
- 1993 – Parnassius Guccinii
- 1996 – D'amore di morte e di altre sciocchezze
- 2000 – Stagioni
- 2004 – Ritratti
- 2012 – L'ultima Thule
- 2022 – Canzoni da intorto
- 2023 – Canzoni da osteria

## Raccolte
- 2006 – The Platinum Collection
- 2010 – Storia di altre storie
- 2015 – Se io avessi previsto tutto questo. La strada, gli amici, le canzoni
- 2019 – Note di viaggio - Capitolo 1: venite avanti...
- 2020 – Note di viaggio - Capitolo 2: non vi succederà niente

## Album dal vivo
- 1973 – Opera buffa[1]
- 1979 – Album concerto (con i Nomadi)
- 1984 – Fra la via Emilia e il West
- 1988 – ...quasi come Dumas...
- 1998 – Guccini Live Collection
- 2001 – Francesco Guccini Live @ RTSI
- 2005 – Anfiteatro Live
- 2017 – L'Ostaria delle dame

## Singoli
- 1968 – Il bello/Un altro giorno è andato (La voce del padrone, MQ 2130)
- 1970 – Lui e lei/Due anni dopo (Columbia, 3C 006 17683)
- 1977 – Nené/Tema di Ju (EMI Italiana, 3C 006 18287)
- 2024 - Bella ciao/Bella ciao (con Tosca)

### Singoli, juke-box, promo
| Anno | Titolo                                    |
| ---- | ----------------------------------------- |
| 1976 | L'avvelenata                              |
| 1981 | L'Italia di Francesco Guccini             |
| 1993 | Samantha                                  |
| 1996 | Lettera                                   |
| 1996 | Cirano                                    |
| 2000 | Stagioni/Inverno '60 Addio/E un giorno... |
| 2004 | Una canzone                               |
| 2006 | Nella giungla                             |
| 2012 | L'ultima volta                            |

## Apparizioni in compilation o in dischi di altri interpreti

Guccini in concerto

Sono incluse solo le raccolte che ospitano canzoni inedite sugli LP e CD ufficiali
- 1975 - Grande Italia: compilation pubblicata dalla EMI con artisti modenesi, fra cui il fratello Piero; Guccini canta Le belle domeniche, una sua canzone d'amore e noia scritta una decina di anni prima, che sarà ripubblicata solo nel 2006 nella sua The Platinum Collection (in versione remixata).
- 1979 - 1979 Il concerto - Omaggio a Demetrio Stratos: disco con la registrazione del concerto in ricordo di Demetrio Stratos pubblicato dalla Cramps, Guccini canta In morte di S.F., nota anche come Canzone per un'amica; nella copertina, però, vi è scritto Per un amico.
- 1988 - Dalla/Morandi: Canta con Lucio Dalla e Gianni Morandi il brano Æmilia, scritto a quattro mani con Dalla. La versione gucciniana di questo brano sarà successivamente inserita su Quello che non....
- 1991 - Club Tenco: vent'anni di canzoni d'autore: compilation pubblicata dalla Ala Bianca e curata dal club Tenco, raccoglie alcune esibizioni dal vivo durante i 20 anni del Premio Tenco; Guccini canta da solo Luci a San Siro di Roberto Vecchioni, ed insieme al collega milanese Gli amici.
- 1993 - Il volo di Volodja: compilation pubblicata dalla Ala Bianca e curata dal club Tenco, è un omaggio al cantautore russo Vladimir Vysotskij: molti cantautori italiani interpretano delle sue canzoni in italiano, e Guccini canta Il volo interrotto.
- 1999 - Roba di Amilcare: compilation pubblicata dalla Ala Bianca e curata dal club Tenco, è un omaggio al fondatore del club Tenco Amilcare Rambaldi: Guccini interpreta Lontano lontano di Luigi Tenco.
- 2000 - Barones: CD del gruppo folk sardo Tenores di Neoneli; Guccini canta in lingua sarda Naschet su Sardu (nasce il Sardo).
- 2000 - Ciao Ràgaz - Live in Dialetto: CD del cantautore bolognese e amico di Guccini Andrea Mingardi; Guccini canta in coppia con l'amico una versione riarrangiata di La Fira ed San Làzer, canzone tradizionale bolognese già incisa dal vivo da Guccini nel disco Opera buffa.
- 2001 - Un panino una birra e poi...: CD di Ornella Vanoni, in cui reinterpreta alcune canzoni italiane degli anni sessanta, tra cui Dio è morto; Guccini canta il controcanto nel secondo ritornello.
- 2004 - Sette veli intorno al re: compilation pubblicata dalla Sony Music e curata da Ares Tavolazzi e Michele Fedrigotti, raccoglie ninne nanne per bambini, interpretate da alcuni cantautori come Francesco De Gregori, Fausto Cigliano e Franco Battiato; Guccini interpreta Il bagno.[6]
- 2005 - Appunti partigiani: Cd dei Modena City Ramblers, in cui interpretano canzoni dedicate alla resistenza italiana; Guccini canta in coppia col gruppo la sua Auschwitz.
- 2005 - Zenit: CD dei Gen Rosso; Guccini canta nella canzone Lavori in corso.[7]
- 2006 - Ti ricordo Amanda: Traduzione di una canzone di Víctor Jara eseguita da Guccini nell'Album del Colectivo Panattoni L'America
- 2008 - Quelle piccole cose: album dei Pan Brumisti in cui Guccini canta interamente la canzone Sulla strada (testo e musica di Sergio Secondiano Sacchi).
- 2011 - Sulle labbra di un altro: la compilation, pubblicata da Lilium Produzioni (di Enzo Onorato) e curata dal Club Tenco, è composta da due CD di cui il primo, Lontano lontano - Le sigle del premio Tenco 1989-2010, raccoglie tutte le interpretazioni dal vivo di Lontano lontano di Luigi Tenco eseguite nel corso degli anni come sigla d'apertura della Rassegna della canzone d'autore al Teatro Ariston di Sanremo. Nel disco Guccini interpreta la sigla dell'edizione 1997, accompagnato dalla chitarra solista di Juan Carlos "Flaco" Biondini. La stessa interpretazione era già stata pubblicata nella raccolta del 1999 di Alabianca dedicata ad Amilcare Rambaldi.
- 2011 - Un soffio caldo: Guccini partecipa alla realizzazione del brano e del videoclip per Zucchero Fornaciari
- 2012 - Black tarantella: album di Enzo Avitabile in cui Guccini canta in Gerardo nuvola ‘e povere la parte di testo in dialetto emiliano (scritta dallo stesso cantautore)
- 2015 - Le storie che non conosci: singolo di Samuele Bersani e Pacifico in cui Guccini recita la parte finale del brano. Il singolo è la sigla della manifestazione indetta da diverse sigle del mondo dell'editoria italiana per sensibilizzare alla lettura e all'amore per i libri (#ioleggoperché)
- 2018 - Ti insegnerò a volare: singolo di Roberto Vecchioni estratto dall'album L'infinito
- 2019 - Natale a Pavana: inedito nell'album Note di viaggio

## Produzioni
- 1981 - Luna (I Viulan) del gruppo folk I Viulan, pubblicato dalla EMI Italiana (3C 054 18503), prodotto da Guccini insieme a Germano Tagliazucchi

## Canzoni scritte per altri interpreti
In questa sezione sono inserite le canzoni scritte da Guccini per altri artisti; alcune di esse, in seguito, sono state reincise dall'autore.
- 1964: Canarino va (testo di Francesco Guccini[8]; firmata da Mario Panzeri, perché Guccini non era ancora iscritto alla Siae; musica di Gino Mescoli); interpretata dall'Equipe 84 nel 45 giri Liberi d'amare/Canarino va
- 1965: L'antisociale (testo e musica di Francesco Guccini; firmata da Pantros per il testo e da Francesco Anselmo per la musica, perché Guccini non era ancora iscritto alla Siae); interpretata dall'Equipe 84 nell'album Equipe 84
- 1966: Noi non ci saremo (testo e musica di Francesco Guccini e arrangiamento dei Nomadi; firmata da Pontiak e da Tonino Verona; interpretata dai Nomadi su 45 giri, e successivamente reincisa sull'album Per quando noi non ci saremo del 1967.
- 1966: Auschwitz (testo e musica di Francesco Guccini; firmata da Maurizio Vandelli per il testo e da Lunero per la musica, perché Guccini non era ancora iscritto alla Siae); interpretata dall'Equipe 84 nell'album Io ho in mente te
- 1967: È dall'amore che nasce l'uomo (testo e musica di Francesco Guccini; firmata da Maurizio Vandelli perché Guccini non era ancora iscritto alla Siae); interpretata dall'Equipe 84 nel 45 giri 29 settembre/È dall'amore che nasce l'uomo e poi inserita l'anno successivo nell'album Stereoequipe
- 1967: Auschwitz (45 giri) Versione Inglese; interpretata dall'Equipe 84.
- 1967: Le biciclette bianche (testo di Francesco Guccini; musica di Caterina Caselli; firmata da Gino Ingrosso e dal maestro Franco Monaldi perché Guccini e la Caselli non erano iscritti alla Siae)[9][10][11]; interpretata da Caterina Caselli nell'album Diamoci del tu
- 1967: Incubo n. 4 (testo di Francesco Guccini; musica di Caterina Caselli; firmata da Gino Ingrosso e dal maestro Franco Monaldi)[9][11][12]; interpretata da Caterina Caselli nell'album Diamoci del tu
- 1967: Un inutile discorso (testo di Francesco Guccini; testo originale e musica di Paul Simon); firmata da Gino Ingrosso; cover di The dangling conversation di Simon & Garfunkel, interpretata da Giuliana Valci[13].
- 1967: Una storia d'amore (testo e musica di Francesco Guccini; firmata da Daniele Pace e Mario Panzeri per il testo e da Pontiack per la musica; interpretata da Gigliola Cinquetti nell'album La rosa nera e da Caterina Caselli nell'album Diamoci del tu
- 1967: Per un attimo di tempo (testo e musica di Francesco Guccini; firmata da Maurizio Vandelli perché Guccini non era ancora iscritto alla Siae); interpretata dall'Equipe 84, che la incise nel 1967 ma la pubblicò solo l'anno dopo nell'album Stereoequipe[14]
- 1967: Dio è morto (testo e musica di Francesco Guccini); interpretata dai Nomadi nell'album Per quando noi non ci saremo e da Caterina Caselli nell'album Diamoci del tu (con delle piccole varianti nel testo): è la prima canzone depositata alla Siae a nome di Francesco Guccini (che nel frattempo aveva superato i due esami come autore di testi e come musicista non trascrittore) sia per il testo che per la musica, è sicuramente una delle sue canzoni più famose eppure non è mai stata incisa in studio dal suo autore ma solamente dal vivo[15]
- 1967: Credi a me (testo di Francesco Guccini; musica di Georges Chelon); traduzione in italiano della canzone Fallait voir di Chelon, pubblicata su 45 giri dalla Pathé, AQ 1357
- 1967: Per quando noi non ci saremo (testo di Francesco Guccini; musica di Germano Tagliazucchi e Beppe Carletti); interpretata dai Nomadi nell'album Per quando noi non ci saremo; il testo è recitato non da Augusto Daolio, che era la voce solista del gruppo, ma dal doppiatore milanese Luigi Paoletti, non accreditato sul disco.
- 1967: Il disgelo (testo e musica di Francesco Guccini); interpretata dai Nomadi nell'album Per quando noi non ci saremo
- 1967: Noi (testo e musica di Francesco Guccini); interpretata dai Nomadi nell'album Per quando noi non ci saremo
- 1967: Per fare un uomo (testo e musica di Francesco Guccini); interpretata dai Nomadi nell'album Per quando noi non ci saremo, dai Profeti nell'album Bambina sola e, con piccole varianti nel testo, da Caterina Caselli nell'album Diamoci del tu (tutti i dischi sono usciti nel 1967 a distanza di pochi mesi).[16]
- 1967: Che farò (cover di Bad Times dei The Roulettes, testo italiano di Francesco Guccini); interpretata dai Memphis su 45 giri (Columbia SCMQ 7049)
- 1967: Hey Joe (testo italiano di Francesco Guccini; testo e musica tradizionali); interpretata da Martò su 45 giri (La voce del padrone MQ 2094)
- 1967: Quei coraggiosi delle carrozze senza cavalli (testo e musica di Francesco Guccini); interpretata da Johnny e i Marines su 45 giri e successivamente riproposta nel cd Riky and Beat.[17]
- 1968: È giorno ancora (testo e musica di Francesco Guccini); interpretata dai Nomadi nell'album I Nomadi[15]
- 1968: Un figlio dei fiori non pensa al domani (testo di Francesco Guccini; testo e musica originale di Ray Davies); interpretata dai Nomadi nell'album I Nomadi. Come ha raccontato spesso lo stesso Guccini, in realtà il testo in italiano di questa canzone (Death of a clown dei Kinks) non è opera sua, ma del suo amico Franco Tedeschi, nato a Modena nel 1942, professore e traduttore; Tedeschi però non era iscritto alla Siae, per cui Guccini gli fece da prestanome, come avevano fatto De Ponti e Verona nei suoi confronti fino a poco tempo prima[18]
- 1968: Cima Vallona (testo e musica di Francesco Guccini); incisa da Caterina Caselli nello stesso anno, non fu però pubblicata dalla casa discografica probabilmente per l'argomento affrontato nel testo (cioè la strage di Cima Vallona); solo nel 1998 questa canzone verrà pubblicata nel CD antologico della Caselli Qualcuno mi può giudicare[19]
- 1968: Bagnata come un pulcino (testo e musica di Francesco Guccini, firmata da Daniele Pace e Ivo Callegari); incisa da Caterina Caselli, si tratta di una canzone che due anni dopo inciderà lo stesso Guccini con il titolo cambiato in Al trist, inserendola nell'album Due anni dopo.
- 1968: Mrs. Robinson (testo di Francesco Guccini; testo originale e musica di Paul Simon); interpretata da I Royals; reincisa due anni dopo da Bobby Solo nell'album Bobby folk.[20]
- 1968: Salomone pirata pacioccone (testo di Francesco Guccini; musica di Franco Godi); interpretata da Le Sorelle; in realtà Guccini, intervistato, non ricorda di aver mai scritto questo testo, che tuttavia è firmato da lui; quindi è probabile che, come nel caso di Un figlio dei fiori non pensa al domani, abbia fatto da prestanome.[21]
- 1968: Ascoltatemi (testo di Vito Pallavicini e musica di Francesco Guccini); interpretata da Sonia su 45 giri (La voce del padrone MQ 2126)
- 1969: ... e tornò la primavera (testo di Francesco Guccini; musica di Deborah Kooperman); incisa dall'autrice della musica e pubblicata su 45 giri (a nome "Deborah"); due anni dopo viene interpretata da Patty Pravo nell'album Di vero in fondo[22]
- 1971: Il Bello (45 giri) Lando Buzzanca.
- 1988: Volevamo (testo di Francesco Guccini; testo originale e musica di Georges Moustaki); interpretata da Georges Moustaki nell'album Volevamo.[23]
- 1992: Swatch (testo di Francesco Guccini; musica di Gaetano Curreri e Andrea Fornili); interpretata dagli Stadio nell'album Stabiliamo un contatto.[24]
- 1992: Per la bandiera (testo di Francesco Guccini e Saverio Grandi; musica di Gaetano Curreri e Saverio Grandi); interpretata dagli Stadio nell'album Stabiliamo un contatto.[24]
- 1992: Campioni, cantata da Antonietta Laterza.
- 1995: Jimmy (testo di Francesco Guccini; musica di Gaetano Curreri e Andrea Fornili); interpretata dagli Stadio nell'album Di volpi, di vizi e di virtù .[25]
- 1998: Una casa nuova (testo di Francesco Guccini; musica di Gaetano Curreri); interpretata da Patty Pravo nell'album Notti, guai e libertà; nel 2002 è stata reincisa dagli Stadio nell'album Occhi negli occhi.[26][27]
- 2002: Vite (testo e musica di Francesco Guccini); interpretata da Adriano Celentano nell'album Per sempre; incisa poi dallo stesso Guccini nel 2004 nell'album Ritratti dopo averla testualmente arricchita.
- 2006: Ti ricordo Amanda (traduzione di una canzone di Victor Jara); interpretata da Francesco Guccini e Colectivo Panattoni nell'album L'America del gruppo Colectivo Panattoni.[28]
- 2008: Via dei poeti (testo e musica di Francesco Guccini); interpretata dai Pan Brumisti nell'album Quelle piccole cose
- 2010: Un soffio caldo (testo di Francesco Guccini e Zucchero; musica di Zucchero); interpretata da Zucchero Fornaciari nell'album Chocabeck
- 2012: Gerardo nuvola ‘e povere (testo di Francesco Guccini ed Enzo Avitabile; musica di Enzo Avitabile); interpretata dai Enzo Avitabile nell'album Black tarantella.
- 2017: Nomadi (testo di Francesco Guccini; musica di Flaco Biondini); interpretata dai Nomadi nell'album Nomadi dentro.

## Cover di canzoni di Guccini
In questa sezione sono state inserite alcune cover di canzoni di Guccini realizzate da altri artisti e incise anche dall'autore.
- 1968: Ophelia interpretata dai Nomadi nell'album I Nomadi
- 1968: Canzone per un'amica interpretata dai Nomadi nell'album I Nomadi
- 1968: Per quando è tardi interpretata dai Nomadi nell'album I Nomadi
- 1974: Asia, Il vecchio e il bambino, Piccola città, Canzone della bambina portoghese, L'isola non trovata e La collina cantate dai Nomadi nell'album I Nomadi interpretano Guccini.
- 1979: L'atomica cinese, Primavera di Praga, Auschwitz, Statale 17 interpretata dai Nomadi in coppia con Guccini in Album concerto.
- 1981: Gulliver e Bisanzio, interpretate da Giampiero Alloisio nell'album Dovevo fare del cinema.
- 1989: Incontro, interpretata da Enrico Ruggeri nell'album Contatti.
- 1990: Il vecchio e il bambino e Canzone per Anna, interpretate da Drupi nell'album Avanti
- 1995: Dio è morto, interpretata da Luciano Ligabue nell'album Tributo ad Augusto
- 1995 Il vecchio e il bambino, interpretata da Teresa De Sio nell'album Tributo ad Augusto
- 1995 La canzone del bambino nel vento (Auschwitz), interpretata dai Gang nell'album Tributo ad Augusto
- 1995 Atomica cinese, interpretata dai Modena City Ramblers nell'album Tributo ad Augusto
- 1995 Canzone per un'amica, interpretata da Enrico Ruggeri nell'album Tributo ad Augusto
- 1995 Noi non ci saremo, interpretata dai CSI nell'album Tributo ad Augusto
- 1996: La locomotiva, interpretata dai Modena City Ramblers nell'album La grande famiglia
- 1997: Auschwitz, interpretata da Gian Pieretti nell'album Caro Bob Dylan...
- 2001: Dio è morto, interpretata da Ornella Vanoni nell'album Un panino una birra e poi... insieme a Guccini.
- 2004: Stelle, interpretata da Antonella Serà nell'album Oro & blu
- 2005: Auschwitz, interpretata dai Modena City Ramblers, insieme a Guccini nell'album Appunti partigiani
- 2006: L'avvelenata, interpretata dai Folkabbestia con la partecipazione di Franco Battiato nell'album 25-60-38. Breve saggio sulla canzone italiana
- 2006: Il vecchio e il bambino, interpretata da i Giganti nell'album Mettete dei fiori nei vostri cannoni
- 2007: Dio è morto, interpretata da Fiorella Mannoia nell'album Canzoni nel tempo
- 2008: Il vecchio e il bambino, interpretata da Carla Bruni nell'album Comme si de rien n'était
- 2009: L'avvelenata, interpretata da Luca Carboni nell'album Musiche ribelli
- 2010: Autogrill, interpretata dai Nomadi nell'album Raccontiraccolti
- 2011: Su in collina, interpretata dai Gang nell'album La rossa primavera
- 2014: Dio è morto, interpretata da Gianna Nannini nell'album Hitalia
- 2019: Note di viaggio - Capitolo 1: venite avanti...: disco di cover di Guccini, prodotto da Mauro Pagani con la partecipazione di Elisa (Auschwitz), Ligabue (Incontro), Carmen Consoli (Scirocco), Giuliano Sangiorgi (Stelle), Nina Zilli (Tango per due), Brunori Sas (Vorrei), Malika Ayane (Canzone quasi d’amore), Francesco Gabbani (Quattro stracci), Samuele Bersani e Luca Carboni (Canzone delle osterie di fuori porta), Margherita Vicario (Noi non ci saremo), Manuel Agnelli e Mauro Pagani (L’avvelenata).
- 2020: Note di viaggio - Capitolo 2: non vi succederà niente: secondo volume del disco di cover di Guccini, anche questo prodotto da Mauro Pagani, con Zucchero Fornaciari (Dio è morto), Fiorella Mannoia (Signora Bovary), Emma e Roberto Vecchioni (Autunno), Vinicio Capossela (Vedi cara), Gianna Nannini (Quello che non...), Jack Savoretti (Farewell), Levante (Culodritto), Mahmood (Luna fortuna), Petra Magoni (Canzone di notte n° 2), Ermal Meta (Acque), Fabio Ilacqua e Mauro Pagani (Canzone delle domande consuete) e i Musici, con Guccini alla voce (Migranti).